# Gnophos helvetica
Gnophos helvetica är en fjärilsart som beskrevs av Nitsche 1926. Gnophos helvetica ingår i släktet Gnophos och familjen mätare. Inga underarter finns listade i Catalogue of Life.